# Boissy-le-Sec
 Boissy-le-Sec  es una población y comuna francesa, ubicada en la región de Isla de Francia, departamento de Essonne, en el distrito de Étampes y cantón de Étampes.

## Demografía
| 380 | 403 | 405 | 400 | 502 | 624 |
| Para los censos de 1962 a 1999 la población legal corresponde a la población sin duplicidades (Fuente: INSEE [Consultar]) |     |     |     |     |     |